# Madge Bellamy
Madge Bellamy, all'anagrafe Margaret Derden Philpott (Hillsboro, 30 giugno 1899 – Upland, 24 gennaio 1990), è stata un'attrice statunitense dell'epoca del muto. È apparsa in una cinquantina di film muti e in una dozzina di film sonori.
Era cugina dell'attore Tom Forman.

## Biografia
Margaret Derden Philpott, nata da William Bledsoe Philpott (1864-19??), un professore di inglese e da Annie Margaret Derden (1880–1960), era di ascendenze anglo-irlandesi. Cresciuta nel Texas, fino ai 6 anni visse a San Antonio, poi la famiglia si trasferì a Brownwood, dove il padre insegnava in un college. Quando la bambina compì 10 anni, i Philpott andarono ad abitare a Denver, nel Colorado. Qui, Madge cominciò a recitare.
A 17 anni, Madge andò a vivere a New York, trovando subito lavoro a Broadway come attrice e ballerina. Nel 1918, è la protagonista di Pollyanna, un lavoro teatrale che la porta anche in tournée. Appare, sempre a Broadway, in Dear Brutus, Dream Girl e Peg O' My Heart.

### Carriera
Madge Bellamy fece il suo debutto cinematografico nel 1920 con The Riddle: Woman. Nel novembre 1920, firmò un contratto in esclusiva con Thomas H. Ince che la voleva per la sua nuova casa di produzione, la Triangle. Per Ince, Madge girò, sotto la direzione di William A. Seiter, il film Passing Through che uscì nell'agosto del 1921. Venne messa sotto contratto dalla Famous Players, contratto che fu poi rilevato dalla Fox Film Corporation.
Madge non incontrò problemi al momento del passaggio dal muto al sonoro. Però, nel 1929, lasciò comunque gli studios e non lavorò fino al 1932, quando tornò sul set per interpretare dei B-movies.

### Morte
Madge Bellamy è morta nel 1990 a Upland, in California, all'età di 90 anni. La sua biografia,  A Darling of the Twenties, fu pubblicata poco dopo la sua morte.

## Riconoscimenti
Per il suo contributo all'industria cinematografica, le venne assegnata una stella sulla Hollywood Walk of Fame al 6517 di Hollywood Blvd.

## Nella cultura di massa
Madge Bellamy appare tra i personaggi di un giallo italiano del 2017, Al vento dell'Oceano, romanzo di Hans Tuzzi ambientato a bordo di un fittizio transatlantico di nome Pamphylia che, nell'aprile 1926, sarà teatro di due omicidi.

## Spettacoli teatrali
- The Love Mill (Broadway, 7 febbraio 1919)
- Dear Brutus (Broadway, 23 dicembre 1918)

## Filmografia
La filmografia, secondo IMDb, è completa
- The Riddle: Woman, regia di Edward José (1920)
- The Cup of Life, regia di Rowland V. Lee (1921)
- Passing Through, regia di William A. Seiter (1921)
- Blind Hearts, regia di Rowland V. Lee (1921)
- L'amore non muore mai (Love Never Dies) regia di King Vidor (1921)
- I cercatori d'oro (The Call of the North), regia di Joseph Henebery (1921)
- Contro corrente (Hail the Woman), regia di John Griffith Wray (1921)
- I banditi di Lost-Hope (Lorna Doone), regia di Maurice Tourneur  (1922)
- The Hottentot, regia di James W. Horne e Del Andrews (1922)
- Garrison's Finish, regia di Arthur Rosson (1923)
- Are You a Failure?, regia di Tom Forman (1923)
- Soul of the Beast, regia di John Griffith Wray (1923)
- No More Women, regia di Lloyd Ingraham (1924)
- Do It Now, regia di Duke Worne (1924)
- The White Sin, regia di William A. Seiter (1924)
- Love's Whirpool, regia di Bruce M. Mitchell (1924)
- His Forgotten Wife, regia di William A. Seiter (1924)
- Love and Glory, regia di Rupert Julian (1924)
- The Fire Patrol, regia di Hunt Stromberg (1924)
- Il cavallo d'acciaio (The Iron Horse) regia di John Ford (non accreditato) (1924)
- Secrets of the Nights, regia di Herbert Blaché (1924)
- On the Stroke of Three, regia di F. Harmon Weight (1924)
- A Fool and His Money, regia di Erle C. Kenton (1925)
- Un'ora di follia (The Dancers), regia di Emmett J. Flynn (1925)
- The Parasite, regia di Louis J. Gasnier (1925)
- The Reckless Sex, regia di Alan James (1925)
- Le tre moschettiere (Wings of Youth), regia di Emmett J. Flynn (1925)
- The Man in Blue, regia di Edward Laemmle (1925)
- La nipote parigina (Lightnin') regia di John Ford (1925)
- Havoc, regia di Rowland V. Lee (1925)
- Thunder Mountain, regia di Victor Schertzinger (1925)
- Lazybones, regia di Frank Borzage (1925)
- La frontiera del sole (The Golden Strain), regia di Victor Schertzinger (1925)
- The Dixie Merchant, regia di Frank Borzage (1926)
- Miss Charleston (Sandy), regia di Harry Beaumont (1926)
- Black Paradise, regia di Roy William Neill (1926)
- Summer Bachelors, regia di Allan Dwan (1926)
- Bertha the Sewing Maching Girl, regia di Irving Cummings (1926)
- Le caviglie di Eva (Ankles Preferred) regia di John G. Blystone (1927)
- The Telephone Girl, regia di Herbert Brenon (1927)
- Colleen, regia di Frank O'Connor (1927)
- Very Confidential, regia di James Tinling (1927)
- Silk Legs, regia di Arthur Rosson (1927)
- Soft Living, regia di James Tinling (1928)
- The Play Girl, regia di Arthur Rosson (1928)
- Solo un po' d'amore (Mother Knows Best) regia di John G. Blystone (1928)
- Fugitives, regia di William Beaudine (1929)
- Tonight at Twelve, regia di Harry A. Pollard (1929)
- White Zombie, regia di Victor Halperin (1932)
- Riot Squad, regia di Harry S. Webb (1933)
- Gordon of Ghost City, regia di Ray Taylor (1933)
- Gigolettes of Paris, regia di Alphonse Martell (1933)
- Il nemico invisibile (Charlie Chan in London) regia di Eugene Forde (1934)
- The Great Hotel Murder, regia di Eugene Forde (1935)
- The Daring Young Man, regia di William A. Seiter (1935)
- Il re dell'Opera (Metropolitan) regia di Richard Boleslawski (1935)
- Champagne Charlie, regia di James Tinling (1935)
- Schiavo della tua malia (Under Your Spell) regia di Otto Preminger (1936)
- Un dramma sull'oceano (Crack-Up) regia di Malcolm St. Clair (1936)
- Il sentiero del nord (Northwest Trail) regia di Derwin Abrahams (1945)